# Tachytrechus vorax
Tachytrechus vorax är en tvåvingeart som beskrevs av Friedrich Hermann Loew 1861. Tachytrechus vorax ingår i släktet Tachytrechus och familjen styltflugor. Inga underarter finns listade i Catalogue of Life.